# Црвена панда
Црвена или мала панда (лат. Ailurus fulgens) је углавном биљоједни сисар, незнатно већи од домаће мачке, дужине око 56 центиметара. Црвена панда настањује Хималаје у Непалу и јужној Кини.
Обе врсте панди имају сличне особине и медведа и ракуна. Њихов заједнички предак води порекло од пре 10 милиона година и настањивао је области широм Евроазије. Фосили црвене панде су ископани на местима од Кине на истоку до Уједињеног Краљевства на западу и у скорије време су пронађени у Северној Америци.
Црвена панда је класификована у угрожене сисаре. Популација се процењује на мање од 2.500 одраслих јединки, а овај број континуирано опада услед одвојених и усамљених популација.

## Име и подврсте
Постоје две подврсте црвених панди: западна црвена панда (Ailurus fulgens fulgens) која живи у западном делу горенаведене области, док Ailurus fulgens styani насељава источне-североисточне делове Непала. Западна црвена панда има светлије крзно, поготово у лицу и има мање видљива фацијална обележја.
Научно име Ailurus fulgens се може превести као „мачка која светли“, и долази од грчке речи αίλουρος (мачка) и од облика латинског глагола fulgere који значи „сијати, светлети“.

## Распрострањеност
Црвене панде живе искључиво у југоисточној Азији, дуж планинског масива Хималаја у облику полумесеца у јужном Тибету, Бутану, североисточној Индији, на истоку до планинских делова Мјанмара и Кине. Клисура реке Брамапутре се сматра да представља природну поделу између две подврсте. Некада су црвене панде живеле много шире на североистоку Кине и југозападне Индије.
Насељавају поднебља умерене температуре (10-25 °C) и преферирају пошумљене планинске крајеве на надморској висини од 1.888 до 4.800 метара, пре свега благе листопадно-четинарске шуме где расту рододендрон и наравно, бамбус. У Кини, у Волонг националном парку, станиште деле са џиновским пандом. Такође постоји неколико црвених панди у заточеништву, тј. зоолошким вртовима. У Северној Америци је било 182 животиње од октобра 2001. године. Ове панде и њихово кретање је праћено од стране SSP-a (Species Survival Plan).

## Физички изглед
Црвена панда је дуга 50-64 cm (дужина тела са главом), а реп је дужине 28-59 cm. Мужјаци теже од 3,7 до 6,2 килограма, док су женке нешто ситније, од 3-6 kg. Просечан животни век осам до десет, са максималних 15 година.
Црвена панда, као и џиновска, је развила специјализован начин исхране бамбусом. Имају полу-увучене оштре канџе и „лажан палац“ који је заправо проширење ручног зглоба и подесан је за хватање.
Длака је дугачка, црвено-браон боје на леђима, а црне на стомаку. Лице је светло са карактеристичним шарама у облику суза. Реп је благо ишаран круговима окер боје. Лице је слично као код ракуна, а свака јединка има различите шаре. Глава је обла са усправљеним ушима средње величине; црн нос и веома тамне очи. Ноге су црне и здепасте са густим длакама на шапама које служе као изолација од хладноће и скривају мирисне жлезде. Крзно тако обојено представља одличну камуфлажу стапајући се с околином.

## Понашање
Црвене панде су најактивније у зору и сумрак. Током дана се одмарају у гранама и у шупљинама дрвећа. Идеална температура за црвене панде је између 17 и 25°C, док температуру изнад 25°C нису у стању да поднесу. Због тога, током топлих поднева време проведу у сеновитим горњим деловима крошњи; често се могу видети како се истегну на рачвастим гранама или увију у унутрашњости дрвета са репом који им покрива лице.
Веома су спретне и праве су акробате. Живе самачки живот, док ретко формирају групе или породице. Углавном су прилично тихе и повучене животиње. За храном трагају током ноћи, док пију тако што лижу умочену шапу у воду. Непријатељи црвених панда су снежни леопард, куне и човек.

## Исхрана
Црвена панда се већином храни бамбусом. Као и џиновска, и црвена панда (уосталом сви сисари) не може да свари целулозу, па су је стога потребне огромне количине хране како би преживела.
 Исхрана се састоји од две трећине бамбуса, док остала храна укључује бобице, печурке, корење, лишаје, траву... Познате су по томе да се хране и младим птићима, јајима, малим глодарима и повремено инсектима. У зоо-вртовима, међутим, радо једу и месо.
Целулоза и компоненте ћелијског зида се не варе, тако да је пренос бамбуса кроз цревни тракт панди веома брз (око 2-4 сата). Да би преживеле на тако слабој исхрани, црвене панде морају да бирају висококвалитетне делове целокупног бамбуса као што су листови и младице стабла, и то у огромним количинама - преко 1,5 kg свежег лишћа и 4 kg младица дневно.

## Размножавање
Црвене панде су превасходно самотњачке животиње, обично трагајући за партнером од краја децембра до средине фебруара. Након трудноће од 112 до 158 дана, женка доноси на свет 1-4 слепа младунчета који су тешки 110-130 грама. Порођај се одвија од краја маја до почетка јула. Пре рађања, женка сакупља материјал потребан за прављење гнезда.
Након недељу дана мајка напушта гнездо како би себе очистила. Млади почињу да отварају очи после 18 дана, док потпуно прогледају након 30 до 40 дана. 70 дана након рођења, очи добијају своју крајњу тамну боју. Окот остаје у гнезду док не напуне 12 недеља. Након 5 месеци могу да се брину сами о себи.
Црвене панде су полно зреле са око 18 месеци старости, али не у потпуности док не напуне 2-3 године.